# Klimatilpasning
Klimatilpasning eller klimasikring drejer sig om samfundets tilpasning til de klimaændringer der forventes over de kommende årtier. Det kan eksempelvis ske ved at beskytte områder mod følgerne af oversvømmelser og andre voldsomme vejrfænomener, via opførelse af fysiske barrierer eller anvendelse af materialer og beplantning med særlige egenskaber.
FN's klimapanel (IPCC) formulerer det som:

| „ | : “tilpasninger inden for naturlige, menneskelige og samfundsmæssige systemer der begrænser skadevirkninger eller udnytter muligheder af faktiske eller forventede klimatiske stimuli og effekterne heraf” | “ |
|   | — Citeret fra "Klima&Tilpasning". KFT’s konferencemagasin, 25. oktober 2010 |   |

I Danmark er der oprettet en koordineringsenhed for forskning i klimatilpasning, KFT, med forskningsinstitutionerne Aarhus Universitet, Danmarks Meteorologiske Institut, De Nationale Geologiske Undersøgelser for Danmark og Grønland, Københavns Universitet samt Danmarks Tekniske Universitet.
I FN's klimapanel og i den internationale forskning vedrørende klimaforandringer skelner man mellem mitigation og adaptation, dvs. dels afværgelse eller reduktion af klimaforandringerne gennem begrænsninger i udledningen af drivhusgasser, i Danmark kendt som grøn omstilling, dels klimatilpasning, altså tilpasning til effekterne af de klimaforandringer der under alle omstændigheder er undervejs.